# Elisa Del Genio
Elisa Del Genio, född 26 juli 2007 i Neapel, är en norsk-italiensk barnskådespelare, känd för rollen som den unga Elena i TV-serien My Brilliant Friend, baserad på första boken i Neapelkvartetten av Elena Ferrante.

## Karriär
Elisa Del Genio sökte rollen som unga Elena i TV-serien My Brilliant Friend tillsammans med 9000 andra barn. Hon var sjuk dagen då hennes provspelning var, men följde senare med när hennes bror Alberto skulle provspela för en roll i samma serie. Elisa fick då rollen. Inför rollen fick hon även lära sig att tala neapolitanska.
Hon har även fotograferats för förstasidan på tidningen Vouge samt ett flertal amerikanska tidningar. Den 30 november 2018 gästade hon den svensk-norska talkshowen Skavlan, där hon berättade om sin skådespelarkarriär.